# Giovanni Faustini
Giovanni Faustini (* 19. Mai 1615 in Venedig; † 19. Dezember 1651 ebenda) war ein italienischer Opern-Librettist und Opern-Impresario. Viele seiner Opern-Libretti wurden von dem Komponisten Francesco Cavalli vertont.

## Leben und Wirken
Giovanni Faustini war in Venedig Impresario am Teatro San Cassiano (dem 1637 eröffneten ersten öffentlichen Opernhaus), Teatro San Moisè (1639 gegründet) und dem Teatro San Apollinare (das er mit zwei Geschäftspartnern ab 1650 für seine Opernproduktionen anmietete). Von seinen 14 Libretti wurden die meisten von Cavalli vertont – elf waren nur für ihn geschrieben. Meist beruhten sie auf einem Plot folgender Art: zwei Paare von adligen Liebende aus fernen Nationen in verschiedenen Stadien von Trennung und Wiederfinden, assistiert von Dienerschaft in komischen Rollen. Elemente der Handlung waren wie in den damaligen Romanen z. B. Zaubertränke, Verwirrung durch fehlgeleitete Briefe, Verkleidungen. Nur drei seiner Libretti basierten auf mythologischen Motiven (u. a. La Calisto). Mit Cavalli bildete er das erfolgreichste Opern-Komponisten-/-Librettisten-Duo im damaligen Venedig der 1640er Jahre, wo sich nach Monteverdis Tod die Gattung der Oper im heutigen Sinn entwickelte. Die Oper erlebte damals in Venedig einen Aufschwung, wie die Gründung zahlreicher konkurrierender Opernhäuser zeigt. Kurz nach der Uraufführung von La Calisto (für die er das Libretto schrieb, Cavalli die Musik) Ende 1651 starb er. Kurz zuvor hatte er das Opernhaus Teatro Sant’Apollinare eröffnet. Die Geschäftsleitung wurde von seinem Bruder Marco, der im Jahrzehnt danach ein erfolgreicher Impresario wurde, weitergeführt.
Faustini hatte eine wichtige Rolle in der Entwicklung der venezianischen Oper, die zu seiner und Cavallis Zeit den Übergang von Hof-Veranstaltungen oder Aufführungen vor Liebhaberkreisen in kommerzielle, öffentliche Opernhäuser wagte. Das spiegelte sich auch in den Libretti wider, die zeitgenössische Unterhaltungsliteratur und Elemente der Commedia dell’arte aufgriffen.